# Карка, Миколас
Миколас Карка (12 ноября 1892, деревня Самаракелю, Аникщяйский уезд — 12 августа 1984, Паневежис) — литовский советский органист, педагог, дирижёр, композитор.

## Биография
В 1903—1906 годах учился в Трошкунайской начальной школе, позже занимался музыкой у органиста Й. Бальчунаса. В 1908—1912 годах в Вильнюсской музыкальной школе изучал игру на органе у Ю. Лесневскиса, дирижирование у А. Вылежанского и теоретические музыкальные дисциплины у Т. Бразиса и Ю. Калинаускаса. Во время учёбы пел в хорах, играл на органе, сотрудничал с Я. Таллат-Келпшей, Я. Жилявичюсом, Л. Гирой, Вайжгантом и другими литовскими интеллектуалами.
В 1912—1913 годах был органистом в городе Траупис, позже в Паневежисе. Во время Первой мировой войны переехал в Петербург (1914–1918), где в 1915 году собрал рабочий хор «Спиндулис», общался с Ч. Саснаускасом, А. Качанаускасом, П. Адомавичюсом, К. Петраускасом и другими литовскими музыкантами. В 1918 году после возвращения в Паневежис преподавал музыку в гимназии (1919—1944), учительской семинарии (1927—1935) и ремесленной школе (1938—1944). Повсюду он основывал музыкальные клубы, организовывал хоры и оркестры, организовывал их выступления. Активно участвовал в деятельности музыкально-певческого общества «Аидас».
В 1924 году организовал первый Паневежский городской праздник песни. В 1926—1940 годах руководил Паневежским отделением общества «Дайнас», ставил музыкальные произведения, руководил любительскими хорами, активно участвовал в деятельности Литовского музыкального общества. Хор готовился в 1924, 1928 и 1930 годах. для вселитовского певческого праздника в Каунасе и было это в 1924 году ведущим праздником. В 1938 году к празднику песни, проходившему в Клайпеде, он подготовил хор из 42 участников Паневежского собора и хор из 34 участников Паневежского общества «Дайнос». В 1939 году награжден «Звездой Стрельца». В 1940 году организовал в Паневежисе музыкальные курсы и руководил ими. Во время войны (6 июня 1943 года) организовал праздник песни в Паневежисе.
В 1944—1960 годах был преподавателем хорового дирижирования и других дисциплин в Паневежском музыкальном училище, руководителем ученической хоровой студии, в 1944-1950 —директором. Преподавал музыку и пение в городском педагогическом училище, в 1958—1962 годах руководил смешанным хором ветеранов труда. В 1960—1975 годах был музыкальным руководителем и дирижером Паневежского театра оперетты. По его инициативе были созданы комическая опера Р. Планкета «Колокола Корневили» (1960), оперетта Й. Мильтиниуса «Поцелуй Чаниты» (1964), оперетта Б. Горбульского «Новогодний карнавал» (1965), оперетта К. Миллёкера «Гаспароне» (1966), музыкальная комедия А. Рябова «Свадьба в Малиновке» (1967), музыкальная комедия Д. Шостаковича «Москва—Черёмушкос» (1969), музыкальная комедия Э. Скарпеты «Сумасшедший дом» (1967) и др.
Миколас Карка был организатором и руководителем экскурсий любителей искусства и песенных фестивалей в Паневежисе и проводником. Сочинял музыку к драматическим произведениям С. Чюрленене-Кюмантайте, Мольера, Н. Погодина, оперетты «Швесуте», оперы «Мишкеля пасака», музыкальной пьесы «Снего каралайте», писал песни и гимны, гармонизировал народные песенные хоры. В 1955 году ему было присвоено почетное звание заслуженного артиста.
Похоронен на кладбище Паневежского собора Христа Царя.